# DR2
DR2 (DR To) és el segon canal de televisió públic danès pertanyent a la Corporació Danesa de Radiodifusió (DR). Té una programació alternativa a la del primer canal DR1 comprenent espais culturals, a més no emet espais publicitaris. La seva quota de pantalla el 2018 era d'un 4,8 % segons TNS Gallup TV-Meter.

## Història
Va començar les seves emissions en 1996 i al principi sol es trobava disponible en la televisió per satèl·lit i cable i no va arribar a cobrir el 100% de la població fins que van començar les emissions en la televisió digital terrestre el 31 de març de 2006.
Abans d'estar disponible en la TDT era conegut com el canal secret a causa del seu baix nombre d'audiències en comparació amb DR1 o TV2, que es devia al fet que molt poca gent tenia accés al canal. Això es va solucionar en utilitzar les freqüències locals disponibles, llavors va passar a ser visible en el 82% del territori nacional.
Tots els dissabtes DR2 emet el butlletí de notícies Nyheder fra Grønland en groenlandès produït per KNR.
El canal va deixar d'estar disponible en la televisió analògica l'1 de novembre de 2009, quan es va produir l'apagada analògica. En la TDT cobreix tot el territori i algunes zones pròximes del sud de Suècia.
DR2 va començar a emetre en alta definició (720p) el 28 de febrer de 2017.

## Programació
Des de la seva creació la seva programació sempre ha estat de vocació alternativa i cultural sense l'emissió de programes populars. Però des de l'any 2013 es van incloure blocs informatius emesos cada hora i programes d'actualitat, això es va deure al tancament del canal informatiu del grup anomenat DR Update.

## Identitat visual

Logo de DR2 utilitzat des de 2005 al 2009.
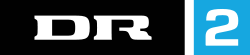
Logo de DR2 utilitzat des de 2009 al 2013.
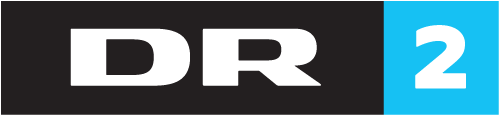
Logo de DR2 usat des de 2013 al 2017.
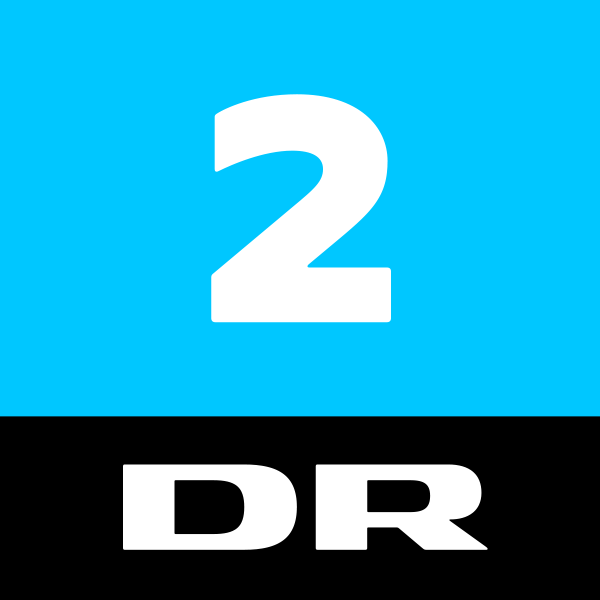
Logo de DR2 des de 2017